# تشلسي بيكر
تشلسي بيكر (بالإنجليزية: Chelsea Baker)‏ هي لاعبة دوري الرغبي أسترالية، ولدت في 17 مارس 1986.